# Полоз двоплямистий
Полоз двоплямистий (Elaphe bimaculata) — неотруйна змія з роду Полоз-елаф (Elaphe) родини Полозові (Colubridae). Інші назви «китайський полоз», «китайська леопардова змія».

## Опис
Загальна довжина досягає 60—80 см, дуже рідко зустрічаються особини до 120 см. Виражений статевий диморфізм у розмірах: самки довше й масивніше за самців. Забарвлення й малюнок дуже мінливі. Основний фон коливається від жовтого до сірого або злегка оливкового. На спині та боках є коричневі або червонуваті плями з чорною облямовкою. У смугастої морфи плями зливаються у 2 поздовжні темні смуги, що йдуть з боків світлою серединою. Черево жовтуватого або сіруватого кольору з чорними плямами. Молоді особини темніші з менш вираженим малюнком.

## Спосіб життя
Полюбляє рівнинні рідколісся, зарості чагарників, місцини біля води, не уникає культурних ландшафтів. Харчується дрібними ссавцями.
Це яйцекладна змія. Самка відкладає від 3 до 10 яєць. Через 35—48 днів з'являються молоді полози.

## Розповсюдження
Поширений у західному Китаї — у долині р.Янцзи та прилеглих провінціях. 